# Andreas Gursky

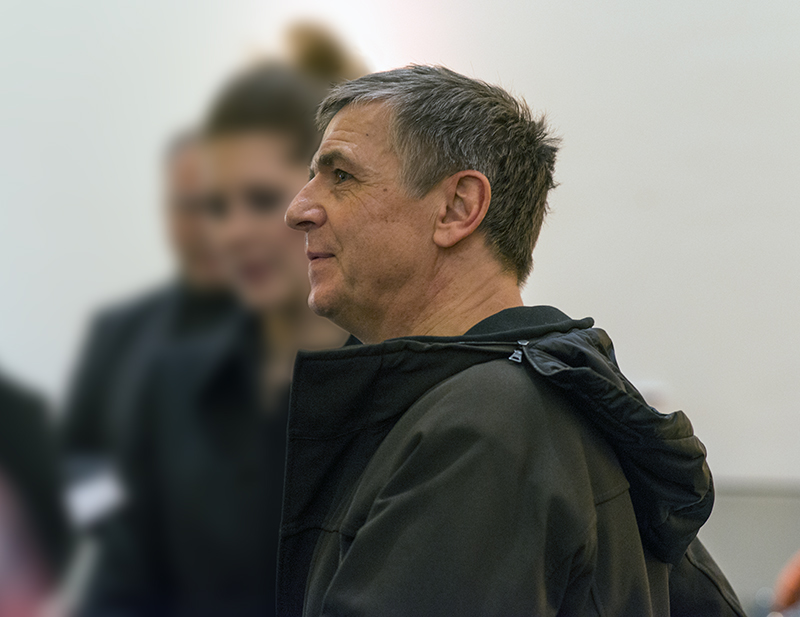
Andreas Gursky im März 2013 im Düsseldorfer Museum K21

Andreas Gursky (* 15. Januar 1955 in Leipzig) ist ein deutscher Fotograf. Die digitale Bildbearbeitung und das extreme Großformat sind neben der dezidierten Farbfotografie charakteristische Ausdrucksmittel. Er ist einer der weltweit erfolgreichsten zeitgenössischen Fotografen.

## Leben
Andreas Gursky wurde als Sohn von Rosemarie (1926–2019) und Willy Gursky (1921–2016) geboren. Sein Vater war ebenso wie sein Großvater Hans (1890–1960) Werbefotograf. Willy Gursky betrieb seit 1949 ein Atelier in Leipzig, sein Großvater Hans hatte ein Fotogeschäft in Taucha bei Leipzig. Im Jahre 1955 floh die Familie aus der DDR und ließ sich in Düsseldorf nieder.
Gursky studierte von 1977 bis 1980 an der Universität-Gesamthochschule Essen Visuelle Kommunikation bei Michael Schmidt. Der Lehre Otto Steinerts folgend wählte Gursky Essen bewusst als Studienort. Er erlebte Steinert nur in wenigen Vorlesungen, da dieser kurz nach Gurskys Studienbeginn verstarb. Daran schloss sich ein Studium an der Kunstakademie Düsseldorf bei Hilla Becher und Bernd Becher an, dessen Meisterschüler er von 1985 an war. Das Studium schloss er 1987 ab. Andreas Gursky gehört wie auch die profilierten deutschen Fotografen Axel Hütte, Jörg Sasse, Thomas Struth, Candida Höfer und Thomas Ruff zur Gruppe der Becher-Schüler, für die der Begriff Düsseldorfer Photoschule geprägt wurde.
Von 1995 bis 2007 war er mit der Fotografin Nina Pohl verheiratet. Eine gemeinsame Arbeit erzielte am 6. Februar 2002 bei Christie’s London einen Zuschlagspreis von über 600.000 US-Dollar. 2002 fotografierte er mit Pohl das Cover-Foto von Reich & sexy II, einem Best-Of-Album der Band Die Toten Hosen.
Andreas Gursky wurde 2007 als Ehrenmitglied in die American Academy of Arts and Letters gewählt.
Er wurde zum Sommersemester 2010 als Professor für „Freie Kunst“ an die Düsseldorfer Kunstakademie berufen.
2012 wurde er als Mitglied in die Nordrhein-Westfälische Akademie der Wissenschaften und der Künste berufen.

## Allgemeines zu seinen Werken
Andreas Gursky begann seine künstlerische Arbeit mit kleinformatigen Fotografien, fand aber schon Ende der 1980er Jahre zu großen Formaten und Anfang der 1990er Jahre zur elektronischen Bildverarbeitung. Unverkennbar ist der Einfluss von Bernd und Hilla Bechers dokumentarischer Praxis. Gursky geht wie seine Lehrer konzeptuell vor, wendet sich allerdings anders als diese einer Vielzahl von Gegenständen mit seiner Großformatkamera zu. Er fotografiert u. a. Landschaften, Architektur und Innenräume. Gursky fotografiert farbig, wobei er die Farbe eher verhalten einsetzt und mit den technischen Möglichkeiten des Großformats eine hohe Präzision der Abbildung erreicht, mit dem Werkzeug computergestützter Bildbearbeitung jedoch in die Abbildung eingreift. So erzeugt er in zahlreichen Aufnahmen künstliche Wirkungen, die auf Montagen beruhen.

## Die Montage in Gurskys Werk
In einem Interview 1998 vergleicht Gursky seine Werke mit Malerei: „Es wäre vielleicht für euch Kunsthistoriker interessant herauszufinden, warum ein kunstgeschichtlich unbedarfter Künstler wie ich trotzdem Zugriff auf dieses Formenvokabular hat.“ Sein Selbstverständnis als Fotograf und Maler tritt noch deutlicher hervor, als er 1992 beginnt, digitale Bilder durch Montagen demonstrativ zu bearbeiten. Sein 1993 entstandenes Werk mit dem Titel Montparnasse vereint alle Möglichkeiten, die Gursky aus der digitalen Fotografie schöpft: ornamentale Struktur, Menschenmassen, homogene Oberflächen. Dieses mehrstöckige Gebäude ist zu groß, um im Ganzen einmal fotografiert werden zu können. Gursky fotografierte beide Teile des Hauses und kopierte es im Endstadium mit digitalen Mitteln nebeneinander. Eine Bildmontage, die durch Flächigkeit imponiert und dem Betrachter ein Gefühl der flachen, leblosen ornamentalen Strukturen vermittelt. Schaut man jedoch näher auf die so homogen wirkende Struktur, erschließen sich ganz neue Wahrnehmungen. Menschen, Einrichtungen und Handlungen werden hinter den Fensterscheiben erkannt. Es finden Ereignisse statt, die allesamt auf ein und demselben Bild festgehalten wurden und so die Fotografie zum Leben erwecken. Ein späteres Beispiel für eine solche Vorgehensweise ist das Bild Mayday V von 2006, das während der jährlichen Techno-Party Mayday in Dortmund entstand und die Westfalenhalle 1 als 18-stöckigen Turm erscheinen lässt. „Meine Bilder sind immer von zwei Seiten komponiert. Sie sind aus extremer Nahsicht bis ins kleinste Detail lesbar. Aus der Distanz werden sie zu Megazeichen.“ In den Worten von Hanno Rauterberg gebietet die Monumentalität der Bilder zwar Distanz, zugleich jedoch verlangt ihr Detailreichtum Nähe und Intimität: „Viele Gursky-Werke funktionieren wie ein Mikroskop: Was eben noch vertraut und klar geordnet schien, führt in der Naheinstellung ein überraschend wimmeliges Eigenleben.“

## Gurskys Realismusanspruch
In der Aufnahme eines Konzerts von Madonna mit dem Titel Madonna I vergrößert er beispielsweise digital das Publikum und erreicht damit Irritationen über die Wirklichkeitstreue des Bildes. Auch in der Serie F1 Boxenstopp, in der in vier breitformatigen Laserprints Bilder verschiedener Boxenstopps der Formel 1 aneinanderkopiert werden, spielt Gursky mit der Objektivität, die die Fotografie lange Zeit auszeichnete. Alle Bilder sind durchkreuzt von Montagen und Wiederholungen.
Oberflächlich gesehen kehrt Gursky wieder die strukturelle Ordnung hervor. Alles ist eine streng gegliederte Komposition. Dinge und Räume werden durch horizontale Linien in ein Muster gezwängt, alles erscheint homogen. Und dennoch schummeln sich „Fehler“ in die serielle Wiederholung. „Die unheimliche Wiederholung des doch nicht ganz Gleichen in einem Bild verweist […] auf eine Bildlichkeit der Fotografie, die eben nicht einfach abbildet.“
Hier spielt Andreas Gursky mit dem Begriff der Objektivität der Fotografie. Seine offensichtlichen Montagen zeigen, dass es kein „gültiges Bild“ gibt, keine gültige abgelichtete Szene. Sein Wahrheitsanspruch ist der, dass ein Ereignis stattgefunden hat, doch die Art und Weise, dieses Ereignis auf Fotografien festzuhalten, sehr variabel ist.
„Jedweder Wahrheitsanspruch in [meinen] Bildern ist nur dahingehend zu befriedigen, dass ein bestimmtes Ereignis im Hier und Jetzt stattgefunden hat“, meint Gursky dazu und zeigt, dass er seinen Bildern keinerlei Authentizität zuspricht. Sein Realismusanspruch an die Fotografie ist nur der, „dass da etwas gewesen ist.“ Seine Montagen und Bildkompositionen thematisieren das Verhältnis von Sein und Schein, Wahrheit und Inszenierung und führen uns zu einer Neubewertung der Rolle der künstlerischen Fotografie im digitalen Zeitalter.
Andreas Gursky

Rhein II

digital bearbeitete Fotografie

185,4 × 363,5 cm

Privatbesitz

Link zum Bild

(Bitte Urheberrechte beachten)
Stehen hier also medienkritische Verfahren im Vordergrund, wendet er sich mit anderen Sujets kritisch der Konsum- und Produktionswelt zu (z. B. mit der Fotografie eines Prada-Schuhgeschäfts, in dem die Inszenierung der Ware selbst ikonografischen Charakter erhält). All seinen Arbeiten sind Fragen an die Moderne gemeinsam, ob Konsum, Architektur, Landschaftsgestaltung oder Popkultur. Sein distanzierter Blick, verstärkt durch die Präzision des Großformats der Kamera, bezieht sich gleichsam auf die Anonymität moderner Existenz und die Austauschbarkeit von Plätzen und Orten in den modernen Industriegesellschaften.

## Kunstmarkt
Seine Fotografien erreichen auf dem internationalen Kunstmarkt Spitzenpreise. Die Fotografie Rhein II (1999) erzielte am 8. November 2011 bei Christie’s New York mit 4,3 Millionen Dollar (zum damaligen Kurs umgerechnet rund 3,19 Millionen Euro) einen Rekordwert, womit sie zeitweise zur teuersten Fotografie der Geschichte wurde.
Zuvor hatte schon die Fotografie 99 cent (2001) am 10. Mai 2006 bei Sotheby’s 2,26 Millionen Dollar erzielt. Am 16. November desselben Jahres hatte ein anonymer Bieter für das 99 Cent II-Diptychon bei einer Auktion von Phillips de Pury & Company in New York 2,48 Millionen Dollar bezahlt. Im Februar 2007 war schließlich der Preis für einen Abzug dieses Motivs auf 3,3 Mio. US-Dollar gestiegen.
Gurskys Werke befinden sich im Besitz internationaler Museen und privater Sammlungen. Er wird von den Galerien Sprüth Magers, White Cube und Gagosian Gallery vertreten.

## Ausstellungen (Auswahl)
- 1985: erste Einzelausstellung in der Galerie Johnen + Schöttle, Köln
- 1989: Museum Haus Lange, Krefeld; Centre Genevois de Gravure Contemporaine, Genf, Schweiz
- 1992: Kunsthalle Zürich
- 1994: Deichtorhallen, Hamburg; De Appel, Amsterdam; Kunstmuseum Wolfsburg
- 1995: Neuer Portikus, Frankfurt am Main; Tate Gallery Liverpool, England
- 1995: Rooseum, Malmö, Schweden
- 1998: Kunsthalle Düsseldorf; Kunstmuseum Wolfsburg; Fotomuseum Winterthur; Milwaukee Art Museum, Milwaukee, USA
- 1999: Scottish National Gallery of Modern Art, Edinburgh; Castello di Rivoli Museo d'Arte Contemporanea, Turin
- 2000: Sprengel Museum Hannover; Busch-Reisinger Museum, Cambridge, USA
- 2001: Museum of Modern Art, New York, USA; Museum of Contemporary Art, Chicago, USA; Centro de Arte Reina Sofía, Madrid, Spanien; Centre Georges-Pompidou, Paris, Frankreich;
- 2003: San Francisco Museum of Modern Art, San Francisco
- 2007: Retrospektive, Haus der Kunst, München (auch 2009: National Gallery of Victoria, Melbourne); Monika Sprüth Philomene Magers, London; İstanbul Modern, Istanbul, Türkei; Kunstmuseum Basel[19]
- 2008: Cocoon / Frankfurt … Museum für Moderne Kunst, Frankfurt am Main; „Werke 80-08“ Haus Lange und Haus Esters, Krefeld
- 2009: Works 80-08, Moderna Museet, Stockholm
- 2011:  MO Schaufenster # 01: Andreas Gursky – Dortmund, Museum Ostwall im Dortmunder U, Dortmund
- 2012: Louisiana Museum of Modern Art, Humlebaek
- 2012: Museum Kunstpalast, Düsseldorf (23. September 2012 bis 3. Februar 2013)
- 2013: „Die Hässlichkeit des Thomas Austermanns“, Langenberg (2. Februar 2013 bis 28. Februar 2013)
- 2015: Museum Frieder Burda, Baden-Baden (3. Oktober 2015 bis 24. Januar 2016)
- 2016: Andreas Gursky – nicht abstrakt, 2. Juli – 6. November 2016, K20 Düsseldorf
- 2018: Andreas Gursky, 25. Januar – 22. April 2018, Hayward Gallery
- 2020/21: Andreas Gursky Museum der bildenden Künste Leipzig[20]
- 2021 Andreas Gursky Museum Küppersmühle für Moderne Kunst[21]

## Preise
- 1989: Förderpreis des Landes Nordrhein-Westfalen für Bildende Kunst
- 1989: 1. Deutscher Photopreis der Landesgirokasse Stuttgart
- 1991: Renata-Preis
- 1998: Photographie-Preis der Citibank Private Bank
- 2003: Wilhelm-Loth-Preis, Darmstadt
- 2008: Kaiserring der Stadt Goslar
- 2009: Berliner Bär (B.Z.-Kulturpreis)
- 2018: Großer Kulturpreis der Sparkassen-Kulturstiftung Rheinland

## Film
- „Andreas Gursky“ Dokumentarfilm, Deutschland, 2024, 51 min, HD. Regie: Ralph Goertz, Produktion: IKS – Institut für Kunstdokumentation.
- Andreas Gursky. Das globale Foto. Dokumentation, Deutschland, 2009, 52 Min., Regie: Jan Schmidt-Garre, Produktion: Pars Media, Andreas Tilk Filmproduktion, Bayerischer Rundfunk, Arte, mit Hilla Becher und Werner Spies.
- Ben Lewis: „Gursky World“ (2002).